# Społeczność Mesjańska „Szalacheni” w Koszalinie
Społeczność Mesjańska „Szalacheni” w Koszalinie – nieistniejący zbór Kościoła Chrystusowego w RP stanowiący ewangelikalną wspólnotę żydów mesjanistycznych. Był to wówczas jeden z dwóch zborów Kościoła Chrystusowego działających w Koszalinie, obok Społeczności Chrześcijańskiej w Koszalinie.
Stanowisko pastora przełożonego zboru pełnił Stanisław Kotliński. Nabożeństwa prowadzone były przy ul. Zwycięstwa 168 w piątki wieczorem oraz w soboty (szabat).

## Historia
W 2000 pastor przełożony Kościoła Chrystusowego w Gryficach Stanisław Kotliński zainaugurował w Koszalinie prowadzenie spotkań szabatowych przeznaczonych dla osób będących żydami mesjanistycznymi, bądź sympatyzujących z tym nurtem judaizmu. Początkowo w organizowanych przez niego comiesięcznych kolacjach w mieszkaniach prywatnych brali udział członkowie dwóch rodzin. Po około roku wprowadzono także sobotnie spotkania modlitewne. Pastor wspólnoty prowadził działalność w celu dotarcia do żydów ukrywających swoją religię w obawie przed antysemityzmem i przedstawienia im judaizmu jako korzeni chrześcijaństwa. Grupa mesjanistyczna powiększała się i w 2002 osiągnęła liczbę około 20 wiernych.
Członkowie społeczności wkrótce rozpoczęli współpracę z Fundacją „Chewra” oraz działania w celu pozyskania własnego lokalu od władz miejskich. Planowali powołanie w nim Domu Mniejszości Narodowych, w celu powstania którego razem z miejscową mniejszością ukraińską, niemiecką i romską podpisany został list intencyjny. W efekcie tych działań wspólnocie został przyznany lokal o powierzchni ok. 84 m² w budynku przy ul. Zwycięstwa 168, który stał się siedzibą stacji misyjnej Kościoła Chrystusowego w Gryficach działającej w Koszalinie i powołanej oficjalnie 20 października 2003 pod nazwą „Społeczność Mesjańska”. Prowadzone tam były początkowo nabożeństwa szabatowe oraz środowe, a następnie posługi odbywały się w piątki i soboty.
W 2004 średnia frekwencja uczestników nabożeństw wynosiła około 40 osób, natomiast w święta żydowskie brało w nich udział po około 120 osób. Spotkania wspólnoty miały charakter przypominający zgromadzenia w synagodze. Składało się na nie rozważanie tekstów Starego i Nowego Testamentu oraz śpiewanie tradycyjnych pieśni żydowskich, jak również nowych pieśni wykonywanych w języku polskim oraz hebrajskim.
Prowadzenie placówki misyjnej w Koszalinie przez Stanisława Kotlińskiego doprowadziło do jego przeprowadzki wraz z rodziną w sierpniu 2004 do tego miasta w celu powołania samodzielnego zboru mesjanistycznego skupiającego głównie ludność pochodzenia żydowskiego, a stanowisko pełniącego obowiązki pastora zboru w Gryficach objął wówczas Marek Prociak.